# Aufschlag (Tischtennis)

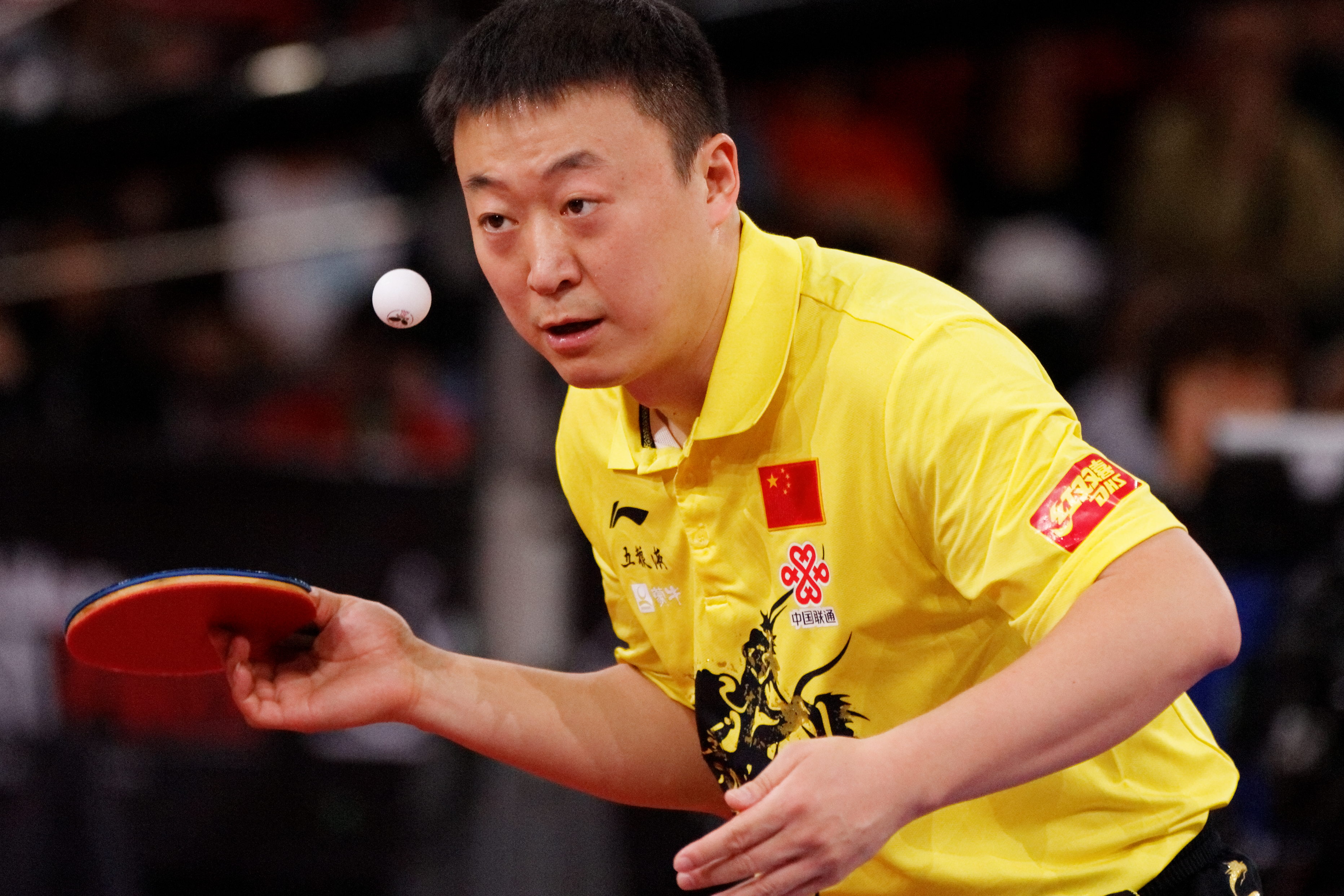
Ma Lin beim Aufschlag

Mit dem Aufschlag leitet der Tischtennisspieler einen Ballwechsel ein. Umgangssprachlich wird der Aufschlag auch oft Angabe genannt. Der Aufschlag ist der einzige Schlag, der nicht vom Gegner beeinflusst wird. Im modernen Tischtennis versucht man deshalb Aufschläge zu wählen, mit denen man gut ins Spiel kommt. Hierbei wird versucht, die Rückschlagmöglichkeiten des Gegners durch die Art des Aufschlags von vornherein einzugrenzen, um dann als Aufschläger einen guten und quasi „vorab geplanten“ Schlag spielen zu können. Direkte Punktgewinne durch den Aufschlag sind zumindest im Leistungssport seltener geworden, seit 2014 von Zelluloid-Bällen auf Plastikbälle umgestellt wurde, da diese Bälle weniger Rotation annehmen. Durch die mittlerweile stattgefundene Entwicklung/Anpassung der Beläge ist dieser Nachteil allerdings in Teilen bereits wieder ausgeglichen. Mit der Kombination aus Platzierung und Spin kann man den Rückschlag beeinflussen. Ruwen Filus, zurzeit der beste Abwehrspieler in Deutschland, spielt z. B. kurze Aufschläge in die Vorhand, um mit der Vorhand anzugreifen, und lange in die Rückhand, um abzuwehren. Dabei spielt der Seitschnitt eine entscheidende Rolle.
Der Ball muss zunächst in der eigenen Tischhälfte aufkommen und dann über das Netz in die gegnerische Tischhälfte springen. Ein unkorrekter Aufschlag ist ein Fehler und führt im Gegensatz zum Tennis sofort zum Punktgewinn für den Gegner (Ausnahme: Netzberührung).
Wie man einen Aufschlag korrekt durchführt, ist in den internationalen Tischtennisregeln (Teil A Abschnitt 6) genau festgelegt. Diese Aufschlagregeln wurden in der Vergangenheit immer wieder angepasst. Diese Änderungen wurden durchgeführt, um die Aufschläge zu entschärfen. Geplant war, längere Ballwechsel zu ermöglichen. Das Grundprinzip lautet: Der Ball muss während der gesamten Aufschlagsphase für Gegner sichtbar sein und der Schiedsrichter muss dies beurteilen können.
Abschnitt 9 der Spielregeln zeigt, wann ein Aufschlag wiederholt wird.
Im Folgenden werden die Regeln zitiert mit den Abschnittsnummern aus dem Regelwerk und erläutert.

## (6) Der Aufschlag

### (6.1)
Der Aufschlag beginnt damit, dass der Ball frei auf dem geöffneten Handteller der ruhig gehaltenen freien Hand des Aufschlägers liegt.
Diese Regelung verhindert „Fingerspin“- oder Knipsaufschläge, die einige Amerikaner um 1930 einführten. Dabei gaben sie dem Ball mit den Fingern einen mehr oder weniger starken Drall, so dass selbst bei Weltmeisterschaften die Gegner nicht in der Lage waren, den Aufschlag fehlerfrei zurückzuspielen.
Vor der Saison 2003/2004 musste der Ball auf der flachen Hand liegen.

### (6.2)
Der Aufschläger wirft dann den Ball, ohne ihm dabei einen Effet zu versetzen, nahezu senkrecht so hoch, dass er nach Verlassen des Handtellers der freien Hand mindestens 16 cm aufsteigt und dann herabfällt, ohne etwas zu berühren, bevor er geschlagen wird.
Auch diese Regelung verhindert die „Fingerspin“- oder Knipsaufschläge. Der Ball kann durchaus auch höher als 16 cm geworfen werden. Es gibt Spieler, die den Ball mehrere Meter hoch werfen, um die höhere Geschwindigkeit beim Auftreffen auf den Schläger für tempo-variable Aufschläge zu nutzen, indem sie das Tempo mitnehmen oder abfangen.
Die Damen Csilla Bátorfi und Fliura Bulatowa warfen den Ball bis zu 6 Meter hoch. Ähnlich schlägt Hugo Calderano auf.

### (6.3)
Wenn der Ball herabfällt, muss der Aufschläger ihn so schlagen, dass er zunächst sein eigenes Spielfeld berührt und dann über die Netzgarnitur oder um sie herum direkt in das Spielfeld des Rückschlägers springt oder es berührt. Im Doppel muss der Ball zuerst die rechte Spielfeldhälfte des Aufschlägers und dann die des Rückschlägers berühren.
„Spielfeld berühren“ bedeutet, dass der Ball im Spielfeld (dazu gehört auch die obere Tischkante und die Mittellinie) aufspringt.
Beachte: Somit ist es verboten, einen zum Aufschlag hochgeworfenen Ball wieder aufzufangen. Dies führt zum Punkt für den Gegner.

### (6.4)
Der Ball muss sich vom Beginn des Aufschlages bis er geschlagen wird oberhalb der Ebene der Spielfläche und hinter der Grundlinie des Aufschlägers befinden und darf durch den Aufschläger oder seinen Doppelpartner oder durch etwas, das sie an sich oder bei sich tragen, für den Rückschläger nicht verdeckt werden.
In der Vergangenheit versuchten viele Spieler, die Sicht des Gegners auf den Ball zum Zeitpunkt, an dem der Ball geschlagen wird, zu beeinträchtigen. Dies erfolgte insbesondere deshalb, um den Gegner im Unklaren darüber zu lassen, mit welcher Schlägerseite man aufschlug und mit welchem Schnitt man den Ball spielte. Dazu schlug man den Ball unterhalb der Tischfläche oder man verdeckte den Ball mit einem Arm. Einige Spieler – etwa der Engländer Carl Prean – trieben es Anfang der 1980er Jahre auf die Spitze, indem sie sich mit dem Rücken zum Gegner aufstellten und den Aufschlag hinter ihrem Körper durchführten.
Trotz aller Einschränkungen: Entgegen verbreiteten Annahmen sind folgende Dinge beim Aufschlag also erlaubt:
- Den Schläger bis kurz vor dem Schlagen des Balles unter dem Tisch halten;
- Vor dem Ballwurf mit Teilen der freien Hand über der Tischfläche (also innerhalb der Grundlinie) sein – solange es der Ball nicht ist;
- Den Ball von außerhalb der Seitenlinie aufschlagen.

### (6.5)
Sobald der Ball hochgeworfen wurde, müssen der freie Arm und die freie Hand des Aufschlägers aus dem Raum zwischen dem Ball und dem Netz entfernt werden. Anmerkung: Dieser Raum wird definiert durch den Ball, das Netz und dessen imaginäre, unbegrenzte Ausdehnung nach oben.
Auch hier wird das Verdecken des Balles zum Zeitpunkt des Schlagens unterbunden.

### (6.6)
(6.6) Es liegt in der Verantwortlichkeit des Spielers, so aufzuschlagen, dass der Schiedsrichter oder der Schiedsrichter-Assistent überzeugt sein kann, dass er die Bedingungen der Regeln erfüllt, und jeder der beiden kann entscheiden, dass ein Aufschlag unzulässig ist.
(6.6.1) Wenn entweder der Schiedsrichter oder der Schiedsrichter-Assistent über die Zulässigkeit eines Aufschlags nicht sicher ist, kann er, beim ersten Vorkommnis in einem Spiel, das Spiel unterbrechen und den Aufschläger verwarnen. Jeder folgende nicht eindeutig zulässige Aufschlag dieses Spielers oder seines Doppelpartners gilt jedoch als unzulässig.
Hier wird den Schiedsrichtern eine Richtlinie gegeben, wie sie regelwidrige Aufschläge ahnden können.

### (6.7)
In Ausnahmefällen kann der Schiedsrichter die Bestimmungen der Aufschlagregel lockern, wenn er überzeugt ist, dass ein Spieler sie wegen einer Körperbehinderung nicht einhalten kann.
Beispielsweise kann ein einarmiger Spieler den Ball nicht in seine freie Hand legen (Abschnitt 6.1).

## (9) Let (Wiederholung)

### (9.1)
(9.1) Ein Ballwechsel muss wiederholt werden,
(9.1.1) wenn der Ball beim Aufschlag auf seinem Weg über oder um die Netzgarnitur diese berührt, vorausgesetzt, dass der Aufschlag sonst gültig ist oder vom Rückschläger bzw. seinem Partner aufgehalten wird;
Dies entspricht der Regelung beim Tennis.
(9.1.2) wenn aufgeschlagen wird, bevor der Rückschläger oder sein Partner spielbereit sind; Voraussetzung ist allerdings, dass weder der Rückschläger noch sein Partner versuchen, den Ball zu schlagen;
(9.1.3) wenn ein Spieler aufgrund einer Störung, die außerhalb seiner Kontrolle liegt, nicht auf- oder zurückschlagen oder sonstwie eine Regel nicht einhalten kann;
Dies ist beispielsweise der Fall, wenn während des Aufschlags ein Zuschauer stört oder ein weiterer Ball ins Spielfeld rollt, und dabei einen Spieler behindert.
(9.1.4) wenn der Schiedsrichter oder der Schiedsrichter-Assistent das Spiel unterbricht; 
(9.1.5) wenn der Rückschläger wegen einer Körperbehinderung im Rollstuhl sitzt und beim Aufschlag der Ball, falls der Aufschlag sonst korrekt ist, 

 -nach Berühren der Seite des Rückschlägers diese in Richtung auf das Netz verlässt; 

 -auf der Seite des Rückschlägers liegen bleibt; 

 -im Einzel nach Berühren der Seite des Rückschlägers diese über eine der Seitenlinien verlässt. 
Die Regel 9.1.5 wurde weit später als die übrigen aufgenommen und stellt sicher, dass Rollstuhlspieler nicht durch für sie zwangsläufig unerreichbare Aufschläge benachteiligt werden.

## Historisches
In der Anfangszeit des Tischtennis wurde der Aufschlag uneinheitlich ausgeführt. Es gab lediglich die Regel Der Aufschlag erfolgt von einer der Tischkante beliebig zu wählenden Stelle. Damit konnte man sich über den Tisch beugen und den Aufschlag nahe am Netz ausführen. Auch wurde der Aufschlag oft „direkt“ ausgeführt, das heißt ohne Berührung der eigenen Tischhälfte (analog dem Aufschlag im Tennis).
Bei der Gründung des Deutschen Tischtennis-Bundes DTTB am 8. November 1925 wurde der Aufschlag neu geregelt: Der Aufschlag musste hinter der Grundlinie des Tisches und zwischen den verlängerten Seitenlinien erfolgen; in diesem Bereich musste sich auch der Aufschlagende befinden. Zudem musste der Ball zunächst die eigene Tischhälfte berühren („indirekter Aufschlag“). Diese Regelung ließ allerdings zu, dass der Spieler dem Ball mit der Hand einen starken Anfangsdrall geben konnte, den manche noch mit Hilfe von Däumlingen verstärkten. Eingeführt hatten diese sogenannten „Knips-Aufschläge“ die Amerikaner, die auf diese Weise manche Spiele gewannen.
1934 wurden diese Hilfsmittel (Däumlinge, Gummischützer …) verboten. Beim ITTF-Kongress 1938 untersagte der ITTF die Knips-Aufschläge. In der Praxis war die Trennung zwischen Knipsen und Nicht-Knipsen schwierig, was häufig zu umstrittenen Schiedsrichterentscheidungen führte.
Deshalb regelte der ITTF 1947 den Aufschlag neu: Die Aufschlagshand musste horizontal gehalten werden, der Ball musste auf dem flachen Handteller liegen. Auch diese Regelung konnte vom Schiedsrichter nicht immer eindeutig verifiziert werden.
Später forderte man, dass der Ball aus der flachen Hand senkrecht hochgeworfen werden musste. Da auch dies kaum exakt prüfbar war – wurde der Ball wirklich genau senkrecht hochgeworfen? – ersetzte man „flache Hand“ durch „offene Hand“ und „senkrecht hochgeworfen“ durch „hochgeworfen“.
Der ITTF-Kongress 1967 in London präzisierte nochmals die Aufschlagregel. Nun muss der Ball auf den Handteller gelegt werden. Die Hand muss sich über dem Niveau des Tisches befinden. Der Ball wird ohne Effet fast senkrecht hochgeworfen und darf erst geschlagen werden, wenn er wieder im Fallen ist. Während der Aufschlagsphase muss der Schiedsrichter jederzeit den Ball sehen können. In dem Moment, in dem der Ball den Schläger berührt, muss sich der Ball hinter der Grundlinie befinden. Die Forderung, dass der Ball 16 cm hoch und erst im Fallen geschlagen wird, verhindert, dass der Aufschlag blitzschnell aus der Hand gemacht werden kann.
In der Folgezeit wurde die Aufschlagregel immer wieder geändert, nach dem Motto, der bessere Spieler, nicht der trickreichere Aufschläger, möge das Spiel gewinnen. Eine wichtige Änderung erfolgte 2002 mit dem Verbot, den Ball während des Aufschlags zu verdecken.
Derzeit (2014) diskutiert man die Idee, bei einem Netzaufschlag keinen Let gemäß Ziffer 9.1.1 durchzuführen, sondern einfach weiterzuspielen. Dies vor allem deshalb, weil es manchmal umstritten ist, ob der Ball beim Aufschlag das Netz berührt hat oder nicht. Getestet hat man diese Idee beim Belarus Open August 2014 in Minsk in der Spielklasse U21.

## Technische Entwicklung des Aufschlags
Nachdem der Knips-Aufschlag (siehe „Historisches“ in diesem Artikel) spätestens 1947 keine Rolle mehr spielte, waren direkte Punktgewinne durch den Aufschlag zur Ausnahme geworden. Das in dieser Zeit zur Verfügung stehende Material (sogenannte Noppengummi-Beläge) erlaubte es nur sehr eingeschränkt, dem Ball schon beim Aufschlag viel Rotation mitzugeben. Auch war das Material selbst nicht so rotationsempfindlich wie die heutigen griffigen „Noppen-innen“-Beläge, so dass dem Aufschlag insgesamt keine allzu große Bedeutung zukam.
Anfang der 1960er Jahre kamen erstmals griffige „Noppen-innen“  Beläge auf den Markt. Sie bestanden aus einem glatten, griffigen Obergummi und einem weicheren Untergummi (Schwamm). Mit Hilfe dieses Materials war es nun möglich, dem Ball deutlich mehr Rotation mitzugeben. Völlig neue Schläge wie der Topspin ermöglichten es nun, auch dann einen schnellen Angriffsschlag zu spielen, wenn sich der Ball bereits unterhalb des Netzhöhe befand. Das moderne Tischtennis war geboren.
Auch der Aufschlag gewann nun enorm an Bedeutung, da er mit entsprechend guter Technik häufiger zu direkten Punktgewinnen führte beziehungsweise dem Aufschläger einen direkten Vorteil verschaffte, wenn der Gegner Art und Stärke der Rotation falsch einschätzte. In den 1970er Jahren entwickelten chinesische Spieler dann völlig neue Aufschlag-Techniken. Die gesamte Aufschlagbewegung war hierbei unabhängig von der Art des Aufschlags sehr ähnlich. Nur in der Phase des unmittelbaren Ballkontakts gab es Unterschiede, weshalb diese Phase noch zusätzlich mit dem Körper verdeckt wurde (dieses Verdecken war bis 2002 erlaubt).
Auf diese Weise wurde es für den Gegner sehr schwer, anhand des Bewegungsablaufs die Art der Rotation (Oberschnitt, Unterschnitt, Seitenschnitt und Kombinationen dieser 3 Grundarten) zu erkennen, was selbst in der absoluten Weltspitze immer häufiger zu direkten Punktgewinnen durch den Aufschlag führte.
Spieler wie der zweifache Einzelweltmeister Guo Yuehua (1981, 1983) profitierten enorm von diesen Entwicklungen und man wurde nun auch außerhalb Asiens auf diese Techniken aufmerksam.
In Europa wurde das neue Konzept erstmals von den jungen schwedischen Spielern um Mikael Appelgren und Jan-Ove Waldner aufgegriffen und speziell von Waldner weiter verfeinert, der bis zu seinem Karriereende 2016 als einer der besten Aufschläger überhaupt galt.
Als die ITTF das Verdecken des Balls mit dem Körper beim Aufschlag verbot, entwickelten Waldner und andere Spitzenspieler die Technik des sogenannten 2-Phasen-Aufschlags/Gegenläufer-Aufschlags, die bis heute im Tischtennissport Anwendung findet. Hierbei werden unmittelbar vor dem Zeitpunkt des Ballkontakts 2 schnelle Bewegungen in unterschiedliche Richtungen ausgeführt (auf/ab, links/rechts, rechts/links oder entspr. Kombinationen). Der Gegner wird im Unklaren darüber gelassen, bei welcher Bewegung der Ball schließlich getroffen wurde und kann so ebenfalls zu fatalen Fehleinschätzungen der Rotationsart kommen, obwohl der Ballkontakt selbst nun nicht mehr verdeckt wird.